# Jerónimo de Ipenza
Jerónimo de Ipenza, (o Gerónimo de Ipenza) Tarazona, (1580 - 12 de julio de 1652) fue obispo de Huesca.

## Biografía
Estudió teología en la universidad de Alcalá de Henares, doctorándose el 2 de abril de 1615. 
En 1625 opositó a la Canongía Penitenciaria de la Seo de Zaragoza, de la que fue magistrado posteriormente.
Viajó por Italia oficiando de secretario de reyes y príncipes. 
Al morir el doctor Bartolomé Bernardo de Argensola, obtuvo su canongía el 23 de septiembre de 1632.
Rector de la universidad en 1639, 1642, y 1645 y visitador de la ciudad de Zaragoza. 
Hacia 1645 estableció una beca en forma de donación de 6.000 libras jaquesas para las cátedras de Prima, Vísperas, y Escritura de Teología.
Recibió el obispado de Jaca el 13 de mayo de 1649, a donde se mudó el 10 de diciembre. Se consagró en Zaragoza el 30 de noviembre de 1650.

## Obras
- Memorial a la disertación histórica. Jaca 1650. Sobre la verdadera patria de Santa Orosia.
- Respuesta a las advertencias contra el historial de la ciudad de Jaca del Reino de Aragón. Jaca 1651. Rebatía la hipótesis de Juan Tamayo Salazar a la obra anterior.
- Libro de sermones. Inédito.